# 西神·山手線
西神·山手線（日语：／ Seishin-Yamate Sen）是日本神戶市營地下鐵的地鐵路線總稱，該線連結兵庫縣神戶市的新神戶站至西神中央站，由山手線、西神線與西神延伸線3個部分組成。愛稱是綠色的U線（みどりのUライン）。路線顏色也是綠色。

## 路線概述
西神·山手線全長22.7公里，東起新神戶站，西至西神中央站，包含山手線、西神線及西神延伸線，以新長田站、名谷站為分界，「新神戶－新長田」為山手線，「新長田－名谷」為西神線，「名谷－西神中央」則為西神延伸線。

### 路線資料
- 路線距離（營業距離）：全長22.7公里
  - 山手線：新神戶站－新長田站間7.6公里[1]
  - 西神線：新長田站－名谷站間5.7公里[1][2]
  - 西神延伸線：名谷站－西神中央站間9.4公里[1]
- 軌距：1,435毫米[1]
- 站數：合計16個（包括新神戶站與西神中央站，新長田站與名谷站不重複計算）
  - 山手線：8個（包括新神戶站與新長田站）
  - 西神線：4個（包括新長田站與名谷站）
  - 西神延伸線：6個（包括名谷站與西神中央站）
- 複線路段：全線
- 電氣化路段：全線電氣化（直流1500V）
- 地面路段：妙法寺站－西神中央站間
- 閉塞方式：車內信號式
- 保安裝置：CS-ATC、ATO

### 西神再延伸線構想
西端點西神中央站（神戶市西區）有往西延伸至東播磨的構想。

## 歷史
- 1971年11月25日：「新長田－名谷」段開工。
- 1977年2月23日：「新長田－名谷」段通車營運。
- 1983年6月17日：「大倉山－新長田」段通車營運。
- 1985年6月18日：「新神戶－大倉山」段、「名谷－學園都市」段通車營運。
- 1987年3月18日：「學園都市－西神中央」段通車營運。
- 1988年4月2日：開始與北神急行電鐵北神線直通運轉。
- 1993年
  - 3月20日：西神南站完工加入營運。
  - 7月9日：「新長田－西神中央」快速列車開始運行。
- 1995年
  - 1月17日：發生阪神大地震，全線營運停止。
  - 1月18日：部分區間恢復運轉。
  - 7月21日：全線恢復正常運轉，快速列車廢止。

## 列車運行方式
目前營運模式：
- 「谷上－西神中央」列車：全程車
- 「谷上－名谷」列車：區間車
- 「名谷－西神中央」列車：區間車

廢止營運模式：
- 「新神戶－西神中央」快速列車：全線僅停靠新神戶站、三宮站、新長田車站、名谷站、西神中央站

## 車輛
全部車輛皆由川崎重工業兵庫工廠製造。與山陽電鐵、神戶電鐵及神戶高速铁道同樣式，均為1,435mm標準軌、1,500V直流電架空電車線。全部皆為六車編組。
- 6000形：2019年開始營運，會取代現有列車。

### 過去的車輛
- 1000形：1976年製造、1977年開始營運。15個編組共90輛。
- 2000形：1988年開始營運。4個編組共24輛。
- 3000形：1992年開始營運。5個編組共30輛。
- 7000系：1988年開始營運。5個編組共30輛。

## 車站列表
- 所有車站都位於兵庫縣神戶市。
- 站名欄的括號內是副站名（無印）或站名板下廣告（※僅限在2013年度至2014年度）[3]。
- 接續路線欄的括號內是路線愛稱與接續站的（若與該站名不同）車站編號。
- 按車站編號順序記述。山手線的正式起點是新長田站，西神線·西神延伸線的正式起點是名谷站。
- 除谷上站外各站都制定了形象主題。

| 路線名稱 | 車站編號                       | 中文站名                  | 日文站名 | 英文站名 | 站間營業距離 | 新神戶起計 營業距離 | 車站形象主題                | 接續路線 | 所在地 |
| -------- | ------------------------------ | ------------------------- | -------- | -------- | ------------ | ------------------- | --------------------------- | --- | ------ |
| 山手線   | S02                            | 新神戶                    |          |          | -            | 0.0                 | 瀑布                        | 神戶市營地下鐵：北神線（與西神・山手線直通運轉） 西日本旅客鐵道： 山陽新幹線 神戶度假區服務：神戶布引纜車（香草園山麓） | 中央區 |
| 山手線   | S03                            | 三宮 （※神戶桑拿及spa前） |          |          | 1.3          | 1.3                 | 國際性與未来志向            | 神戶市營地下鐵：海岸線（三宮·花時計前：K01） 阪神電氣鐵道： 本線（神戶三宮：HS 32） 阪急電鐵： 神戶本線、 神戶高速線（神戶三宮：HK-16） 神戶新交通： P 港灣人工島線（P01） 西日本旅客鐵道： 東海道本線（JR神戶線）（三之宮：JR-A61） | 中央區 |
| 山手線   | S04                            | 縣廳前                    |          |          | 0.9          | 2.2                 | 異人館                      | | 中央區 |
| 山手線   | S05                            | 大倉山 （※湊川神社前）    |          |          | 1.1          | 3.3                 | 光與雕刻                    | | 中央區 |
| 山手線   | S06                            | 湊川公園 （※川崎醫院前）  |          |          | 1.0          | 4.3                 | 河流與橋樑                  | 神戶電鐵： 有馬線、 神戶高速線（湊川：KB02） | 兵庫區 |
| 山手線   | S07                            | 上澤                      |          |          | 1.0          | 5.3                 | 櫻                          | | 兵庫區 |
| 山手線   | S08                            | 長田（長田神社前）        |          |          | 0.8          | 6.1                 | 鋪路石與鳥居                | 阪神電氣鐵道： 神戶高速線（高速長田：HS 38） | 長田區 |
| 山手線   | S09                            | 新長田 （鐵人28號前）     |          |          | 1.5          | 7.6                 | 鳩                          | 神戶市營地下鐵：海岸線（K10） 西日本旅客鐵道： 山陽本線（JR神戶線：JR-A65） | 長田區 |
| 西神線   | S09                            | 新長田 （鐵人28號前）     |          |          | 1.5          | 7.6                 | 鳩                          | 神戶市營地下鐵：海岸線（K10） 西日本旅客鐵道： 山陽本線（JR神戶線：JR-A65） | 長田區 |
| S10      | 板宿 （※瀧川中學校高等學校前） |                           |          | 1.2      | 8.8          | 板                  | 山陽電氣鐵道： 本線（SY02） | 須磨區 |        |
| S11      | 妙法寺                         |                           |          | 2.9      | 11.7         | 秋                  |                             | 須磨區 |        |
| S12      | 名谷                           |                           |          | 1.6      | 13.3         | 春                  |                             | 須磨區 |        |
| S12      | 名谷                           | 西神延伸線                |          | 1.6      | 13.3         | 春                  |                             | 須磨區 |        |
| S13      | 綜合運動公園                   |                           |          | 1.8      | 15.1         | 躍動感              |                             | 須磨區 |        |
| S14      | 學園都市                       |                           |          | 1.7      | 16.8         | 學生與市民的接觸    |                             | 西區 |        |
| S15      | 伊川谷                         |                           |          | 1.6      | 18.4         | 對歷史的不打擾      |                             | 西區 |        |
| S16      | 西神南 （※撫子女子醫院前）     |                           |          | 1.7      | 20.1         | 彩虹                |                             | 西區 |        |
| S17      | 西神中央                       |                           |          | 2.6      | 22.7         | 太陽與綠            |                             | 西區 |        |